# Tellervo donia
Tellervo donia är en fjärilsart som beskrevs av Hans Fruhstorfer 1897. Tellervo donia ingår i släktet Tellervo och familjen praktfjärilar. Inga underarter finns listade i Catalogue of Life.